# 高在一
高在一（：／ Go Jae-il，1929年9月9日—2022年9月29日），男，本贯济州高氏，大韩民国政治人物，前国税厅长。

## 生平
1929年生于济州。1951年毕业于陆军士官学校。1968年任调达厅(采购厅)长。1971年晋升陆军准将，并任专卖厅长。1973年任国税厅长。1978年任建设部长。1981年任国防部特别顾问。1984年退休。2022年9月29日逝世。